# Französische Badmintonmeisterschaft 2009
Die Französische Badmintonmeisterschaft 2009 fand in Bourgoin-Jallieu statt. Es war die 60. Austragung der nationalen Titelkämpfe im Badminton in Frankreich.

## Titelträger
| Disziplin    | Sieger                               |
| ------------ | ------------------------------------ |
| Herreneinzel | Brice Leverdez                       |
| Dameneinzel  | Pi Hongyan                           |
| Herrendoppel | Svetoslav Stoyanov Sébastien Vincent |
| Damendoppel  | Elodie Eymard Julie Delaune          |
| Mixed        | Baptiste Carême Laura Choinet        |